# باشگاه فوتبال جی‌سی‌تی
باشگاه فوتبال جی سی تی (انگلیسی: JCT F.C.) یک باشگاه فوتبال از هند است که در شهر هوشیارپور ایالت پنجاب قرار دارد. این باشگاه در سال ۲۰۱۱ منحل شد.